# Chí Minh, Hưng Yên
Chí Minh là một xã thuộc tỉnh Hưng Yên, Việt Nam.

## Địa lý
Xã Chí Minh nằm ở phía tây bắc của tỉnh Hưng Yên, có vị trí địa lý:
- Phía tây giáp xã Phú Xuyên của thành phố Hà Nội, có ranh giới tự nhiên là sông Hồng.
- Phía nam giáp xã Đức Hợp.
- Phía đông giáp xã Nghĩa Dân.
- Phía bắc giáp các xã Châu Ninh, Khoái Châu và Việt Tiến.

## Lịch sử
Ngày 16 tháng 6 năm 2025, Ủy ban Thường vụ Quốc hội ban hành Nghị quyết số 1666/NQ-UBTVQH15 về việc sắp xếp các đơn vị hành chính cấp xã của tỉnh Hưng Yên năm 2025. Theo đó, sắp xếp toàn bộ diện tích tự nhiên, quy mô dân số của các xã Thuần Hưng, Nguyễn Huệ và Chí Minh thành xã mới có tên gọi là xã Chí Minh.